# 西里夫西克
47°43′14″N 30°21′53″E / 47.72056°N 30.36472°E
西里夫斯凱（烏克蘭語：Сирівське）是位於烏克蘭西南部的村莊，由敖德萨州波季利斯克区的柳巴希夫卡市鎮負責管轄。該村始建於1901年，面積0.31平方公里，海拔高度164米，2001年人口89，人口密度每平方公里288.96人。